# Damien Sargue
Damien Sargue (Caen, Normandia, 1981. június 26. –) francia énekes, színész.

## Élete és pályafutása
A normandiai Caen-ban született és nőtt fel, négygyermekes családban, Miriam és Pierre Sargue gyermekeként. Édesanyja ingatlanügynök, édesapja vállalkozó volt. Szülei egyéves korában elváltak. Gyerekkorában karatézni szeretett volna, de édesanyja énektanárhoz járatta.
Énekesi karrierje már nagyon korán, 11 éves korában elkezdődött, ekkor jelent meg első lemeze.
2001-ben kapta meg a Rómeó és Júlia című musicalben Shakespeare tragikus sorsú fiatal szerelmesének, Romeo Montaigue-nak a szerepét.

## Lemezei
- Emmène-moi (1992)
- Les Rois du monde (2000)
- Aimer (2000)
- On dit dans la rue (2000)
- Merci (2004)
- Quelque chose pour quelqu'un (2004)
- Elle vient quand elle vient (2005)